# Mansur Yavaş
Mansur Yavaş (ur. 23 maja 1955 w Beypazarı) – turecki polityk, prawnik i samorządowiec, w latach 1999–2009 burmistrz Beypazarı, od 2019 burmistrz Ankary

## Życiorys
Ukończył szkołę podstawową i średnią w Beypazarı, a w 1983 studia prawnicze na Uniwersytecie Stambulskim. Po odbyciu służby wojskowej podjął praktykę w zawodzie prawnika.
W latach 1989–1994 był członkiem rady miejskiej w Beypazarı, w 1994 bezskutecznie kandydował na burmistrza tego miasta. Został wybrany na ten urząd natomiast w kwietniu 1999, stanowisko to zajmował przez dwie kadencje do 2009. W trakcie urzędowania w mieście przeprowadzono renowację zabytkowych budynków. Został wyróżniony nagrodą honorową przyznaną przez Instytut Języka Tureckiego.
W wyborach samorządowych w Turcji w 2009 był kandydatem Partii Narodowego Działania na burmistrza Ankary; zajął 3. miejsce z wynikiem 27% głosów. Powrócił następnie do praktyki prawniczej. W 2013 został członkiem Republikańskiej Partii Ludowej. W 2014 ponownie bezskutecznie ubiegał się o urząd burmistrza Ankary. W 2016 opuścił republikanów, jednak ponownie związał się z tą partią w 2018.
W 2019 po raz trzeci kandydował na burmistrza Ankary, uzyskując wybór na tę funkcję z wynikiem około 51% głosów. W 2024 z powodzeniem ubiegał się o reelekcję (otrzymał ponad 60% głosów).